# Machine Head
Machine Head – amerykańska grupa muzyczna wykonująca groove metal, thrash metal, heavy metal, nu metal oraz metal alternatywny.
Nazwa grupy w żaden sposób nie jest powiązana z tytułem szóstego albumu studyjnego zespołu Deep Purple.

## Historia

### 1991–2000

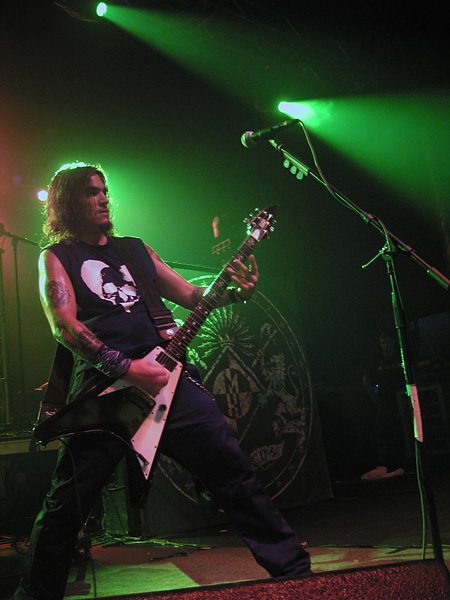
Robb Flynn, założyciel i frontman grupy

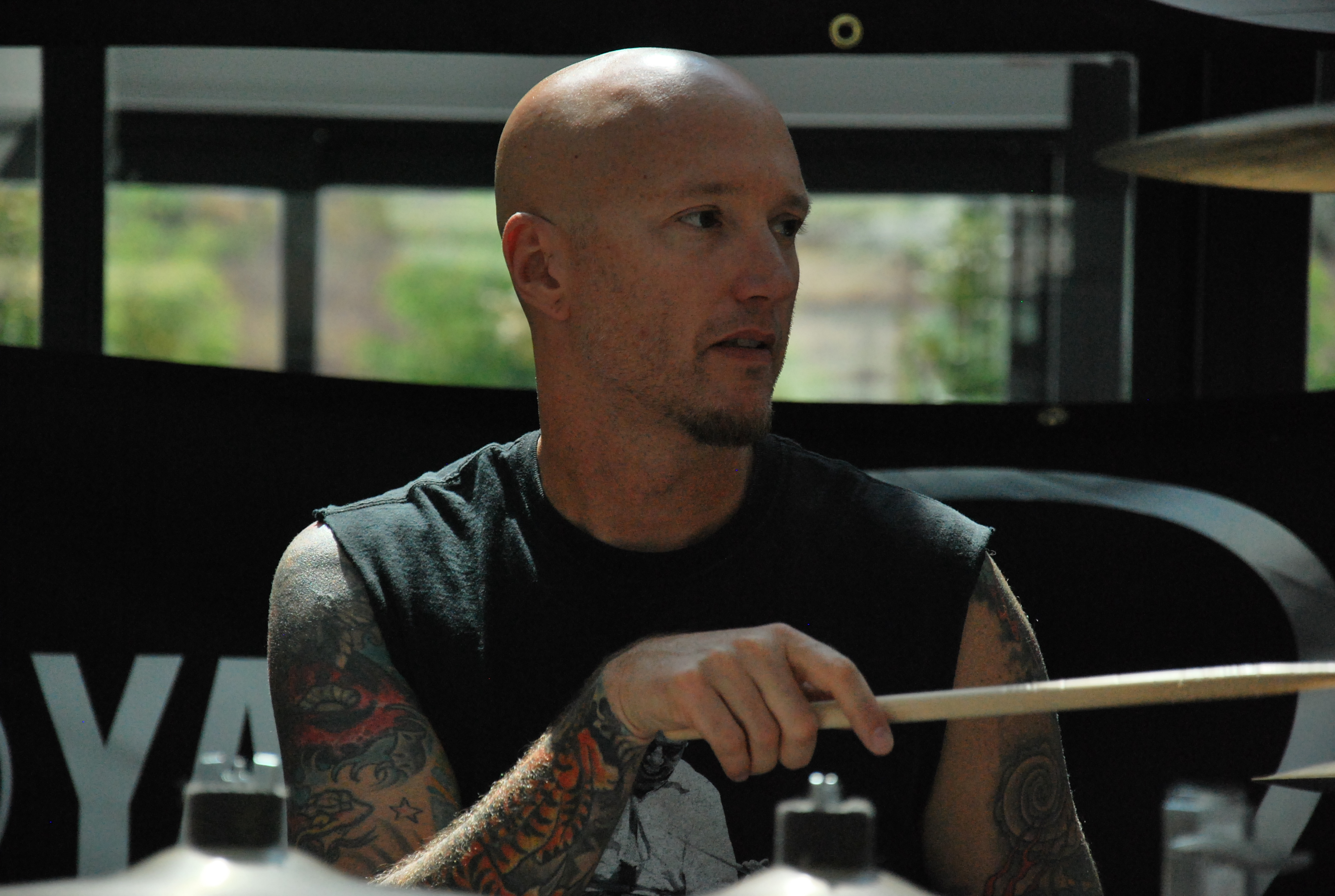
Dave McClain (w grupie od 1995)

Grupa została założona 12 października 1991 w Oakland w Kalifornii. Powstała z inicjatywy Robba Flynna i Adama Duce’a. Flynn jakiś czas wcześniej opuścił zespół Vio-lence. Przyczyną odejścia była bójka, do której doszło pomiędzy członkami grupy a lokalnym gangiem. Cały czas czuł jednak potrzebę tworzenia muzyki. Skład Machine Head uzupełnili jeszcze gitarzysta Logan Mader oraz perkusista Tony Costanza. Costanza opuścił zespół jeszcze przed wydaniem debiutanckiej płyty. Na jego miejsce przyszedł Chris Kontos. Zespół podpisał kontrakt płytowy z wytwórnią płytową Roadrunner Records.
9 sierpnia 1994 odbyła się premiera pierwszego albumu studyjnego grupy. Płyta została zatytułowana Burn My Eyes. Za produkcję oraz miksowanie albumu odpowiedzialny został Colin Richardson. Do utworów „Davidian” oraz „Old” zostały zrealizowane wideoklipy. Płyta rozeszła się w nakładzie przekraczającym 500 tysięcy egzemplarzy.
Album Burn My Eyes stał się znakiem rozpoznawczym zespołu i najlepiej przyjętym debiutem, od czasu albumu Soul of a New Machine Fear Factory. Następnie grupa wyruszyła w bardzo długą, bo trwającą ponad rok, trasę koncertową z zespołem Slayer, odwiedzając 12 grudnia 1994 Zabrze. Popularność grupy na świecie wzrosła.
Po powrocie w zespole przychodzi czas na zmiany – odszedł Kontos, a jego miejsce tymczasowo przejął Will Carroll.
26 grudnia 1995 Dave McClain został oficjalnym członkiem grupy. Na rzecz Machine Head porzucił zespół Sacred Reich.
W 1996 grupa zaczęła pracować nad nowym materiałem.
25 marca 1997 została wydana płyta zatytułowana The More Things Change.... Produkcją albumu grupy ponownie zajął się Colin Richardson. Natomiast za miksowanie materiału odpowiedzialny był Andy Sneap. Płyta spotkała się z przychylnymi recenzjami krytyków muzycznych. Zajęła 138. pozycję na liście Billboard 200. W ramach promocji nowego materiału zrealizowane zostały teledyski do utworów „Ten Ton Hammer” oraz „Take My Scars”.
W 1998 Logan Mader spóźnił się na jedną z sesji treningowych zespołu. Pod wpływem metamfetaminy zaczął przeklinać oraz obrażać pozostałych członków Machine Head. Natychmiast został wyrzucony z zespołu, a na jego miejscu pojawił się Ahrue Luster.
10 sierpnia 1999 ukazał się trzeci album studyjny grupy zatytułowany The Burning Red. Jego producentem został Ross Robinson współpracujący z takimi zespołami jak Korn, Limp Bizkit, Sepultura, Coal Chamber, Soulfly oraz Slipknot. Płyta obfitowała w elementy hip-hopowe, co wielu fanów uważało za złe posunięcie i odwróciło się od zespołu.

### 2001–2010

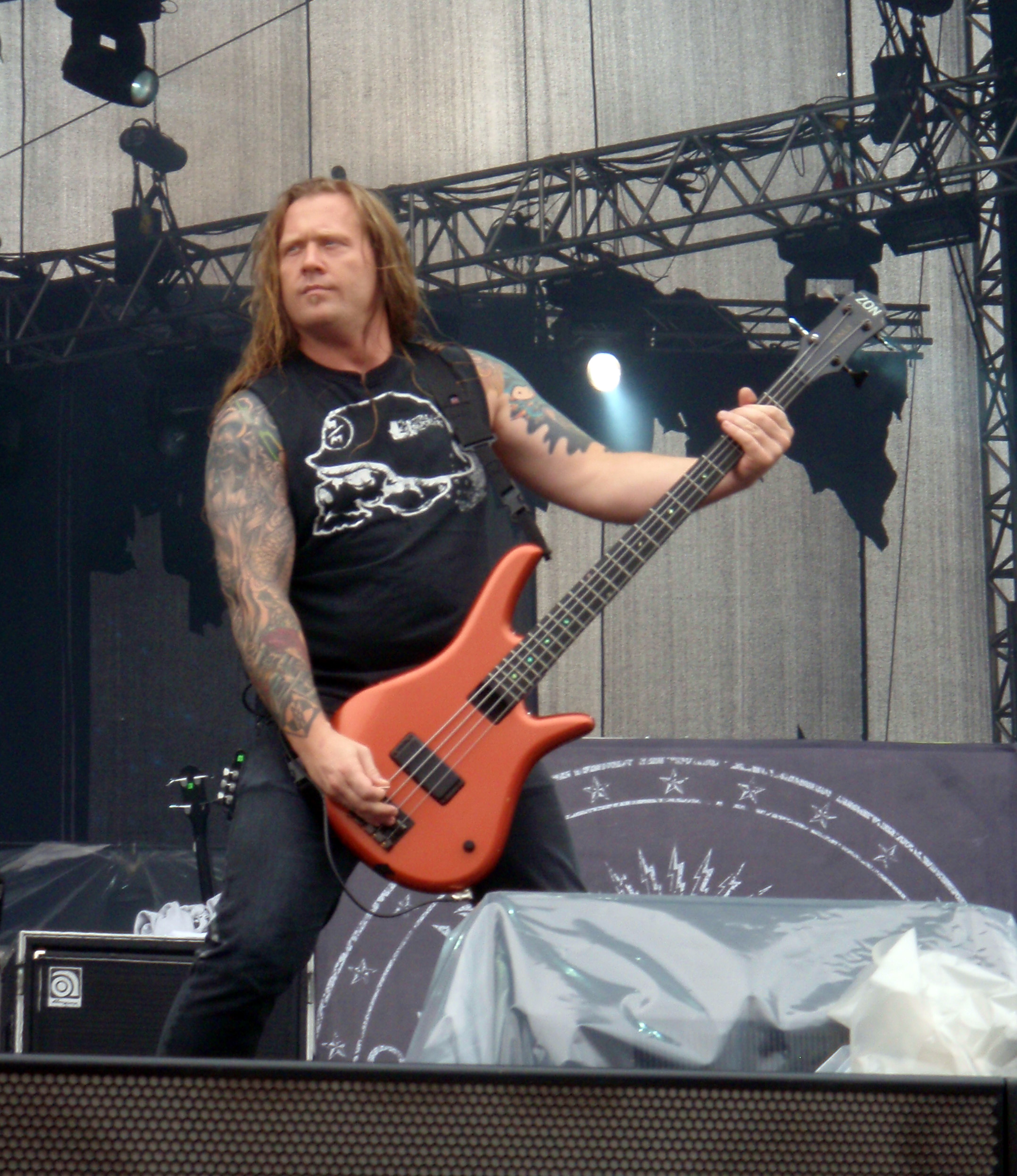
Adam Duce podczas koncertu na festiwalu Sonisphere Festival w Kirjurinluoto, Pori, Finlandia (2009).

W 2001 Machine Head wydał album Supercharger, którego producentem był Jonny K. Album poniósł komercyjną klęskę, winę tego upatrywano w bliskości premiery do wydarzeń 11 września. Po wydaniu płyty zespół wyruszył w trasę koncertową i po raz kolejny trafił do Polski, tym razem na dwa koncerty: 4 listopada w Warszawie oraz 5 listopada w Krakowie. Występy Amerykanów poprzedzał występ polskiego None.
W 2002 z zespołu odszedł Ahrue Luster, w wyniku rozbieżności między nim a Robbem Flynnem. Na jego miejsce przyjęto kolegę Roberta z czasów Vio-lence: Philla Demmela.
W 2003 została wydana płyta koncertowa pt. Hellalive. Z zespołem rozwiązała umowę wytwórnia Roadrunner Records, zespół pozostał jednak w jej europejskiej filii. Jeszcze w tym samym zespół wydał (oprócz USA) nową, piątą studyjną płytę zatytułowaną Through the Ashes of Empires – ukazała się 27 października 2003. Otrzymała świetne recenzje w całej Europie.
Trasa koncertowa Through the Ashes of Europe objęła także Polskę. Koncert odbył się 16 grudnia 2003 w Warszawie.
Na początku 2004 Machine Head ponownie podpisał umowę z Roadrunnerem. 20 kwietnia 2004 Through the Ashes of Empires wzbogacony o jeden utwór wyszedł w USA.
W 2005 odbyła się premiera DVD Elegies zawierającego zapis koncertu z Brixton Academy w Londynie.
27 marca 2007 odbyła się premiera albumu The Blackening. Płyta sprzedała się w ciągu dwóch tygodni lepiej niż poprzedni album zespołu w ciągu trzech lat. 28 maja 2008 grupa zagrała na Stadionie Śląskim w Chorzowie jako support zespołu Metallica.

### 2011–2018
27 września 2011 wydany został siódmy album studyjny grupy, Unto the Locust. Płyta znalazła się na 22. miejscu listy Billboard 200. W ciągu pierwszego tygodnia sprzedała się w liczbie 17 tysięcy egzemplarzy w Stanach Zjednoczonych. Był to ostatni album studyjny formacji wydany nakładem wytwórni płytowej Roadrunner Records. 28 października odbyła się premiera teledysku do utworu „Locust”. Reżyserią wideoklipu zajął się Mike Sloat. W 2012 zespół ponownie wystąpił dwukrotnie w Polsce. Pierwszy koncert miał miejsce 10 maja na Sonisphere Festival na warszawskim Bemowie. Drugi odbył się w czasie Przystanku Woodstock. Grupa wystąpiła 3 sierpnia, jako gwiazda wieczoru w zamian za Anthrax, który ze względu na zobowiązania kontraktowe nie mógł pojawić się w Polsce.
22 lutego 2013 zespół poinformował na swojej stronie internetowej o odejściu basisty Adama Duce. Miesiąc później grupa ogłosiła konkurs na stanowisko tymczasowego basisty na czas koncertów. 24 czerwca 2013 grupa ogłosiła, że nowym basistą MH został Jared MacEachern. Od października 2013 grupa jest związana kontraktem z wytwórnią Nuclear Blast.
29 września 2018 frontman zespołu ogłosił na oficjalnej stronie zespołu na Facebooku odejście ze składu gitarzysty Demmela i perskusisty McClaina ze względu na „oddalenie się od siebie członków zespołu”. Jednocześnie członkowie grupy zdecydowali odbyć trasę jesienią 2018 w USA.

### 2019–
W 2019 ogłoszono trasę koncertową, zaplanowaną z okazji 25. rocznicy wydania albumu Burn My Eyes, podczas której utwory z tej płyty wykona zespół w składzie z R. Flynnem, pierwotnymi członkami Ch. Kontosem (perkusja) i L. Maderem (gitara) oraz basistą Jaredem MacEachernem, natomiast do wykonywania innych utworów grupy zostali zaangażowania perkusista Matt Alston (Devilment, Eastern Front) i polski gitarzysta Wacław Kiełtyka (Decapitated).
W czerwcu 2020 zespół wydał cyfrowy singel pt. Civil Unrest, zawierający dwie piosenki, „Stop The Bleeding” i „Bulletproof”; tekst pierwszego z tych utworów został zainspirowany śmiercią George’a Floyda oraz wywołanymi zamieszkami, a w utworze gościnnie wystąpił Jesse Leach z grupy Killswitch Engage, natomiast do całości został nakręcony wideoklip.
4 listopada 2022 ogłoszono, że zaangażowany został gitarzysta Reece Alan Scruggs z grupy Havok, mający zastąpić Wacława Kiełtykę na trasie koncertowej wobec jego nieobecności. 17 lutego 2024 Kiełtyka ogłosił, że udział w trasie po Ameryce Południowej w październiku 2023 był jego ostatnią działalnością w MH, tym samym potwierdzając odejście z grupy.
W lutym 2025 zapowiedziano premierę jedenastego albumu MH pt. Unatoned w dniu 25 kwietnia 2025 nakładem Nuclear Blast/Imperium Recordings. W związku z nieobecnością R.A. Scruggsa, spowodowaną sprawami rodzinnymi, zapowiedziano tymczasowe zastępstwo podczas koncertów MH latem 2025 przez W. Kiełtykę.

## Interpretacje

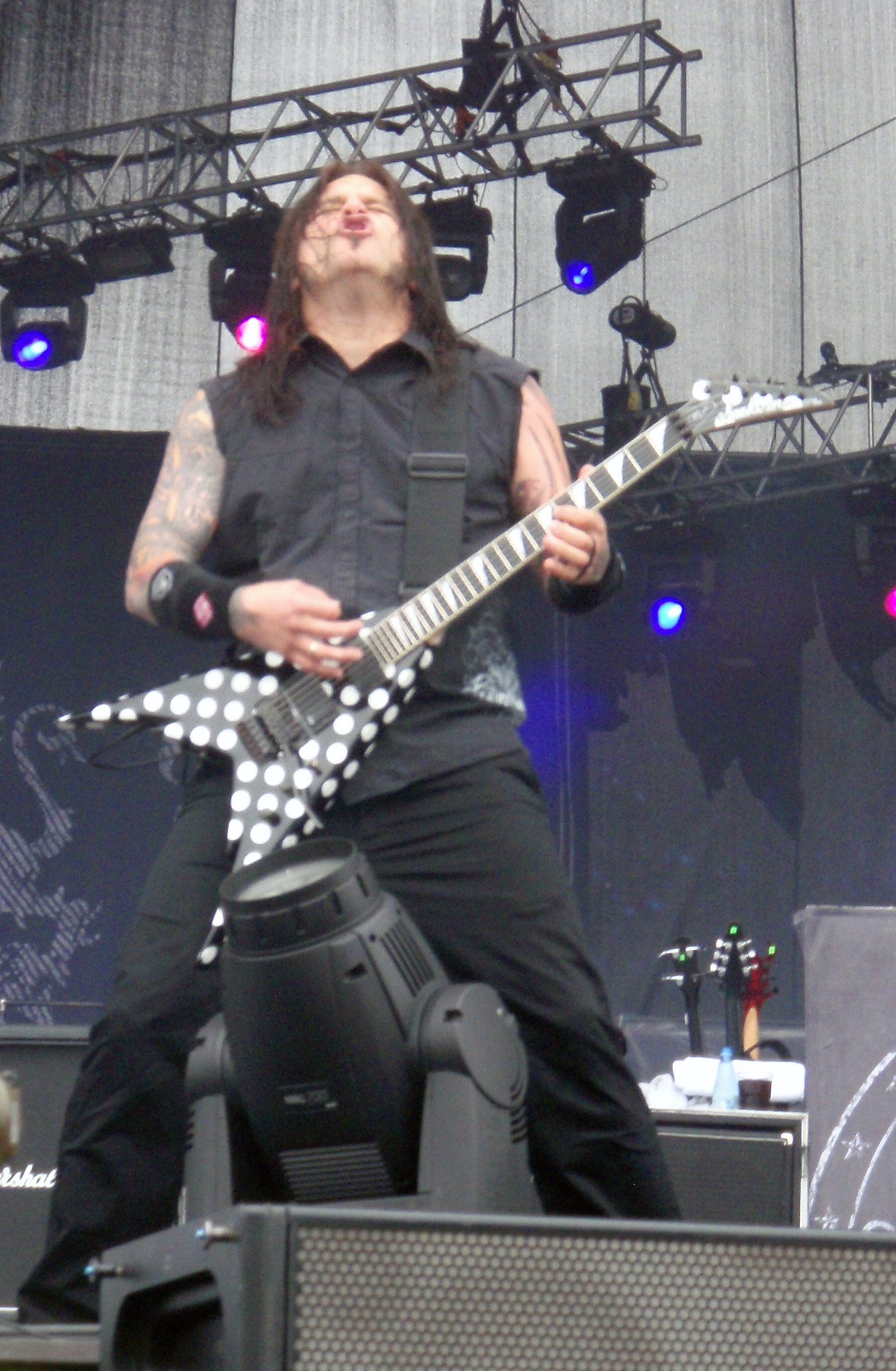
Phill Demmel podczas koncertu na festiwalu Sonisphere Festival w Kirjurinluoto, Pori, Finlandia (2009).

Machine Head uznawany jest za zespół „cover-friendly” (pol. „przyjazny coverom”). Większość z nagranych dotychczas interpretacji utworów innych wykonawców została opublikowana w 2008 na dysku bonusowym do albumu The Blackening.
- „Alan’s on Fire” grupy Poison Idea (pierwotnie na albumie Feel the Darkness z 1990), wydany na B-side Old (1995) z albumu Burn My Eyes (1994)
- „Hard Times” grupy Cro-Mags (pierwotnie na albumie The Age of Quarrel z 1986), wydany na reedycji albumu Burn My Eyes (1994)
- „The Possibility of Life’s Destruction” grupy Discharge (pierwotnie na albumie Hear Nothing See Nothing Say Nothing z 1982), wydany w wersji DigiPack albumu The More Things Change... (1997)
- „Negative Creep” grupy Nirvana (pierwotnie na albumie Bleach z 1989), wydany na minialbumie Take My Scars (1997) z albumu The More Things Change... (1997)
- „Colors” rapera Ice-T (pierwotnie na ścieżce dźwiękowej do filmu Barwy z 1988), wydany w wersji DigiPack albumu The More Things Change... (1997)
- „Message in a Bottle” grupy The Police (pierwotnie na albumie Reggatta de Blanc z 1979), wydany na płycie The Burning Red (1999)
- „House of Suffering” grupy Bad Brains (pierwotnie na albumie I Against I z 1986), wydany jako utwór bonusowy na japońskiej wersji płyty The Burning Red (1999) oraz na singlu „From This Day” (1999)
- „Jizzlobber” grupy Faith No More (pierwotnie na albumie Angel Dust z 1992), wydany jako utwory niepublikowane
- „Hole in the Sky” grupy Black Sabbath (pierwotnie na albumie Sabotage z 1975), wydany na płycie Supercharger (2001)
- „Battery” grupy Metallica (pierwotnie na Master of Puppets z 1986), wydany na albumie magazynu Kerrang! Master of Puppets: Remastered (2006) oraz na albumie The Blackening (2007)
- „Hallowed Be Thy Name” grupy Iron Maiden (pierwotnie na The Number of the Beast z 1982), wydany na albumie Maiden Heaven: A Tribute to Iron Maiden (2008), składance coverów grupy Iron Maiden, w 2009 nakręcono również teledysk koncertowy do tego utworu
- „Fucking Hostile” grupy Pantera (pierwotnie na Vulgar Display of Power z 1992), wydany na albumie Getcha Pull: A Tribute to Dimebag Darrell (2010), składance coverów grupy Pantera w hołdzie Dimebagowi Darrellowi
- „The Sentinel” grupy Judas Priest (pierwotnie na Defenders of the Faith z 1984), wydany jako utwór bonusowy na albumie Unto the Locust (2011)
- „Witch Hunt” grupy Rush (pierwotnie na Moving Pictures z 1981), wydany jako utwór bonusowy na albumie Unto the Locust (2011)

## Muzycy
Obecny skład zespołu
- Robb Flynn – wokal prowadzący, gitara (1991–)
- Jared MacEachern – gitara basowa, wokal wspierający (2013–)
- Matt Alston – perkusja (2019–)
- Reece Scruggs – gitara, wokal wspierający (2024–)

Byli członkowie zespołu
- Logan Mader – gitara (1991–1998)
- Adam Duce – gitara basowa, wokal wspierający (1991–2013)
- Chris Kontos – perkusja (1993–1995)
- Dave McClain – perkusja (1995–2018)
- Tony Costanza – perkusja (1991–1993)
- Will Carroll – perkusja (1995)
- Ahrue Luster – gitara (1998–2002)
- Phil Demmel – gitara, wokal wspierający (2002–2018)
- Wacław Kiełtyka – gitara (2019-2023)

Muzycy koncertowi
- Walter Ryan – perkusja (1995)
- Logan Mader – gitara (2019–)
- Chris Kontos – perkusja (2019–)
- Reece Scruggs – gitara, wokal wspierający (2022-2024)
- Wacław Kiełtyka – gitara (2025)

## Dyskografia

### Albumy studyjne
| 1994                           | Burn My Eyes - Data: 9 sierpnia 1994 - Wydawca: Roadrunner Records                      | –   | 25 | –  | 35 | 29 | –  | 38 | –  | –  | 45 | –  | –  | –  | –   | –  | - BPI: srebrna płyta |
| 1997                           | The More Things Change... - Data: 25 marca 1997 - Wydawca: Roadrunner Records           | 138 | 16 | –  | 22 | 24 | 15 | 17 | 13 | 21 | 22 | 44 | 30 | 11 | –   | –  |                      |
| 1999                           | The Burning Red - Data: 10 sierpnia 1999 - Wydawca: Roadrunner Records                  | 88  | 13 | –  | 15 | 22 | 35 | 17 | 12 | 55 | 35 | 47 | 30 | 41 | 93  | –  | - BPI: srebrna płyta |
| 2001                           | Supercharger - Data: 2 października 2001 - Wydawca: Roadrunner Records                  | 115 | 34 | 82 | 25 | 33 | –  | 42 | 25 | 35 | 88 | –  | 24 | 46 | 59  | 26 |                      |
| 2003                           | Through the Ashes of Empires - Data: 27 października 2003 - Wydawca: Roadrunner Records | 88  | –  | 80 | 24 | 56 | –  | 41 | –  | 44 | 65 | –  | –  | –  | 202 | –  | - BPI: srebrna płyta |
| 2007                           | The Blackening - Data: 26 marca 2007 - Wydawca: Roadrunner Records                      | 54  | 16 | 29 | 12 | 19 | 36 | 19 | 33 | 36 | 29 | –  | 14 | 52 | 53  | –  | - BPI: srebrna płyta |
| 2011                           | Unto the Locust - Data: 23 września 2011 - Wydawca: Roadrunner Records                  | 22  | 82 | 10 | 17 | 6  | 15 | 14 | 8  | 18 | 20 | 19 | 10 | 19 | 18  | –  |                      |
| 2014                           | Bloodstone & Diamonds - Data: 10 listopada 2014 - Nuclear Blast Records                 | 21  | –  | 7  | 6  | 6  | 31 | 31 | 18 | 35 | 38 | 38 | 10 | 33 | 67  | –  |                      |
| 2018                           | Catharsis - Data: 26 stycznia 2018 - Nuclear Blast Records                              | 65  | 12 | 4  | 3  | 3  | –  | –  | 11 | –  | 41 | –  | 10 | 16 | –   | 21 |                      |
| 2025                           | Unatoned - Data: 25 kwietnia 2025 - Nuclear Blast Records / Imperium Recordings         |     |    |    |    |    |    |    |    |    |    |    |    |    |     |    |                      |
| „–” pozycja nie była notowana. |                                                                                         |     |    |    |    |    |    |    |    |    |    |    |    |    |     |    |                      |

### Albumy koncertowe
| 2003                           | Hellalive - Data: 11 marca 2003 - Wydawca: Roadrunner Records                     | 78 |
| 2012                           | Machine Fucking Head Live - Data: 13 listopada 2012 - Wydawca: Roadrunner Records | –  |
| „–” pozycja nie była notowana. |                                                                                   |    |

### Single
| 1994                           | „Davidian”               | –  | Burn My Eyes                 |
| 1995                           | „Old”                    | 43 | Burn My Eyes                 |
| 1997                           | „Take My Scars”          | 73 | The More Things Change...    |
| 1999                           | „From This Day”          | 74 | The Burning Red              |
| 2001                           | „Crashing Around You”    | –  | Supercharger                 |
| 2003                           | „Imperium”               | –  | Through the Ashes of Empires |
| 2004                           | „Days Turn Blue to Gray” | –  | Through the Ashes of Empires |
| 2007                           | „Now I Lay Thee Down”    | –  | The Blackening               |
| 2007                           | „Halo”                   | –  | The Blackening               |
| 2011                           | „Locust”                 | –  | Unto the Locust              |
| „–” pozycja nie była notowana. |                          |    |                              |

### Minialbumy
| Rok  | Tytuł                                                                                   |
| ---- | --------------------------------------------------------------------------------------- |
| 1997 | Take My Scars - Data: 24 listopada 1997 - Wydawca: Roadrunner Records                   |
| 2000 | Year of the Dragon - Data: 26 czerwca 2000 - Wydawca: Roadrunner Records                |
| 2000 | Year of the Dragon: Japan Tour Diary - Data: 5 lipca 2000 - Wydawca: Roadrunner Records |
| 2004 | The Burning Red B-Sides - Data: 2004 - Wydawca: Roadrunner Records                      |
| 2007 | The Blackening & Beyond - Data: 2007 - Wydawca: Roadrunner Records                      |
| 2011 | The Black Procession - Data: 16 kwietnia 2011 - Wydawca: Roadrunner Records             |
| 2014 | Killers & Kings - Data: 19 kwietnia 2014 - Wydawca: Nuclear Blast Records Records       |

### Pozostałe
| Rok  | Tytuł |
| ---- | --- |
| 1993 | Demo '93 (demo) - Data: 11 marca 1993 - Wydawca: brak (wydanie własne)                                                |
| 1999 | Frontline Volume 1: The Singles (split z Out) - Data: 5 maja 1999 - Wydawca: Roadrunner Records                       |
| 2000 | Heavy Metal 2000 Soundtrack (różni wykonawcy; ścieżka dźwiękowa) - Data: 18 kwietnia 2000 - Wydawca: Restless Records |

## Wideografia
| Rok  | Tytuł                                                              | Pozycja na liście | Pozycja na liście | Pozycja na liście |
| Rok  | Tytuł                                                              | USA               | GBR               | SWE               |
| ---- | ------------------------------------------------------------------ | ----------------- | ----------------- | ----------------- |
| 2005 | Elegies - Data: 11 października 2005 - Wydawca: Roadrunner Records | 13                | 4                 | 7                 |

## Teledyski

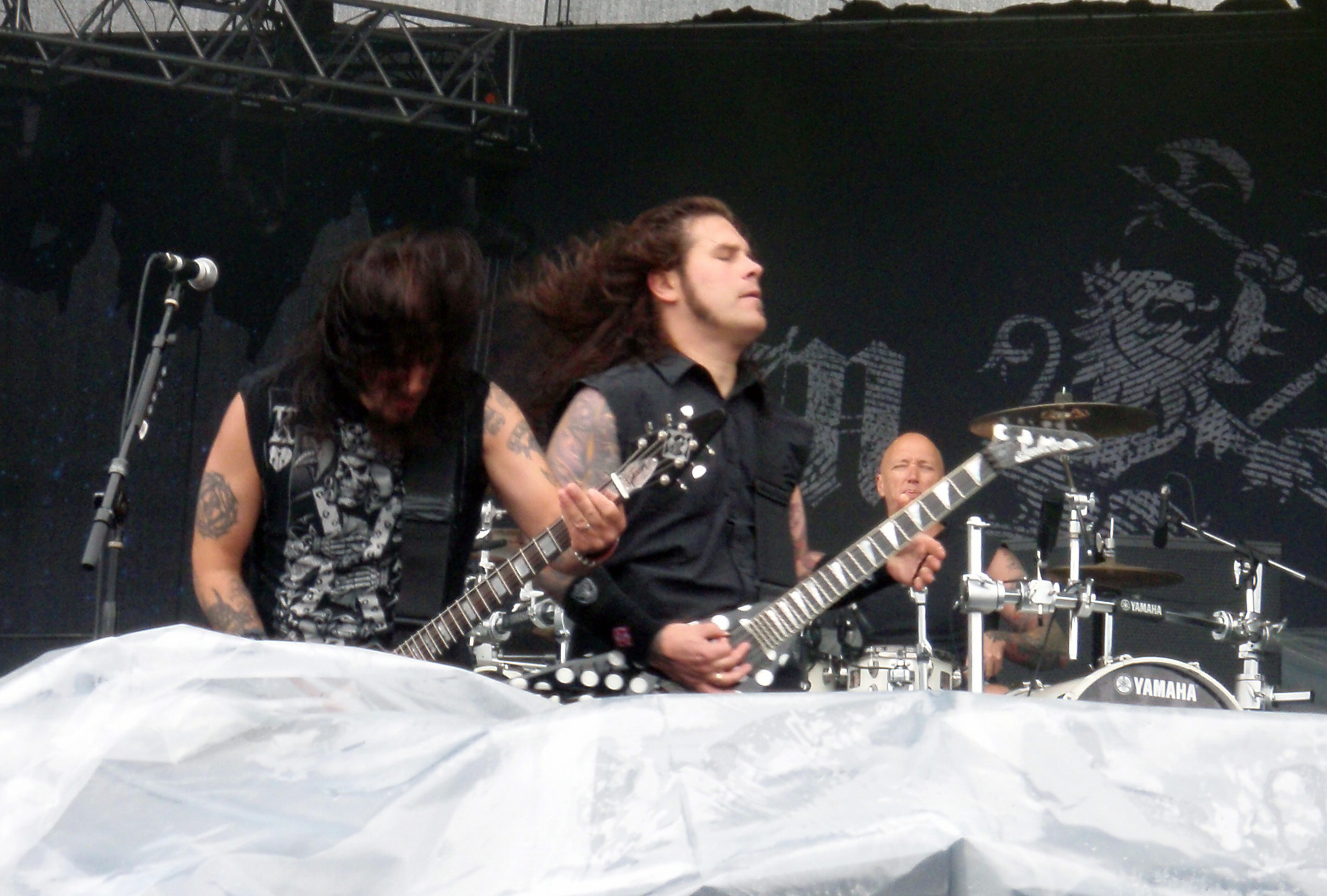
Machine Head podczas koncertu na festiwalu Sonisphere Festival w Kirjurinluoto, Pori, Finlandia (2009). Na drugim planie perkusista Dave McClain.

| Rok  | Tytuł                                      | Reżyseria                |
| ---- | ------------------------------------------ | ------------------------ |
| 1994 | „Davidian”                                 | Chris Hafner             |
| 1995 | „Old”                                      | Bill Ward                |
| 1997 | „Ten Ton Hammer”                           | Bill Ward                |
| 1998 | „Take My Scars”                            | Chris Hafner             |
| 1999 | „From This Day”                            | Michael Martin           |
| 2001 | „Crashing Around You”                      | Nathan Cox               |
| 2002 | „The Blood, the Sweat, the Tears” (live)   | Robb Flynn               |
| 2003 | „Imperium”                                 | Mike Sloat               |
| 2004 | „Days Turn Blue to Gray”                   | Mike Sloat               |
| 2007 | „Aesthetics of Hate”                       | Mike Sloat               |
| 2007 | „Now I Lay Thee Down”                      | Mike Sloat               |
| 2008 | „Halo”                                     | Mike Sloat               |
| 2009 | "Hallowed Be Thy Name" (cover Iron Maiden) | Mike Sloat               |
| 2011 | „Locust”                                   | Mike Sloat               |
| 2012 | „Darkness Within”                          | Milan Basel, Jorge Nunez |
| 2018 | „Darkness Within”                          | Fiaz Farrelly            |

## Nagrody i wyróżnienia
| Rok  | Kategoria         | Tytułem                 | Nagroda                         | Nota      | Źródło |
| ---- | ----------------- | ----------------------- | ------------------------------- | --------- | ------ |
| 2004 | Best Live Act     | Machine Head            | Metal Hammer Golden Gods Awards | Nominacja | [ 64 ] |
| 2007 | Riff Lord         | Robb Flynn, Phil Demmel | Metal Hammer Golden Gods Awards | Nominacja | [ 65 ] |
| 2007 | Album Of The Year | The Blackening          | Metal Hammer Golden Gods Awards | Laur      | [ 66 ] |
| 2007 | Best Album        | The Blackening          | Kerrang! Awards                 | Laur      | [ 67 ] |
| 2007 | Hard Rock Hero    | Machine Head            | Kerrang! Awards                 | Laur      | [ 67 ] |
| 2008 | Best Live Band    | Machine Head            | Kerrang! Awards                 | Laur      | [ 68 ] |
| 2008 | Best Live Band    | Machine Head            | Metal Hammer Golden Gods Awards | Laur      | [ 69 ] |
| 2009 | Inspiration       | Machine Head            | Kerrang! Awards                 | Laur      | [ 70 ] |
| 2010 | Best Live Band    | Machine Head            | Metal Hammer Golden Gods Awards | Laur      | [ 71 ] |
| 2010 | Best Drummer      | Dave McClain            | Metal Hammer Golden Gods Awards | Nominacja | [ 72 ] |
| 2011 | Best Live Band    | Machine Head            | Metal Hammer Golden Gods Awards | Nominacja | [ 73 ] |
| 2012 | Hall Of Fame      | Machine Head            | Kerrang! Awards                 | Laur      | [ 74 ] |